# Vendeta
Uma vendeta, referida em casos mais extremos como rixa de sangue, faida, guerra de clãs, guerra de gangues ou guerra privada, é uma discussão ou luta de longa duração, muitas vezes entre grupos sociais de pessoas, especialmente famílias ou clãs. As vendetas começam porque uma parte percebe que foi atacada, insultada, ferida ou prejudicada por outra. Sentimentos intensos de ressentimento desencadeiam uma retribuição inicial, que faz com que a outra parte se sinta muito prejudicada e vingativo. A disputa é posteriormente alimentada por um longo ciclo de violência retaliatória. Esse ciclo contínuo de provocação e retaliação geralmente torna extremamente difícil encerrar a disputa pacificamente. As vendetas podem persistir por gerações e podem resultar em atos extremos de violência. Eles podem ser interpretados como uma consequência extrema das relações sociais baseadas na honra familiar.
Até o início do período moderno, as vendetas eram consideradas instrumentos legais legítimos e eram regulamentados até certo ponto. Por exemplo, a cultura montenegrina chama isso de krvna osveta, que significa "vingança de sangue". Na cultura albanesa é chamado gjakmarrja, que geralmente dura gerações. Nas sociedades tribais, a rixa de sangue, juntamente com a prática da riqueza de sangue, funcionou como uma forma eficaz de controle social para limitar e acabar com os conflitos entre indivíduos e grupos que se relacionam por parentesco, conforme descrito pelo antropólogo Max Gluckman em seu artigo "The Peace in the Feud" em 1955.